# Harold P. Brown
Harold Pitney Brown (16 de septiembre de 1857 - 15 de mayo de 1944) fue un ingeniero e inventor estadounidense, que contribuyó al perfeccionamiento de la silla eléctrica, utilizada por primera vez en Nueva York el 6 de agosto de 1890. Así mismo, contribuyó con sus artículos en la prensa y sus demostraciones públicas a desatar la denominada guerra de las corrientes, en la que intervino en contra de la utilización de la corriente alterna. 

## Biografía
Brown nació en Janesville, Wisconsin en 1857, hijo del general Theodore F. Brown y de Frances Brown. Su padre participó en la guerra civil estadounidense, y recibió un rango honorario de brigadier general por su papel en la batalla de Kennesaw Mountain.
Se graduó en la Chicago High School en 1876 y se preparó para inscribirse en cursos de ingeniería minera en Harvard, pero no pudo hacerlo porque el gran incendio de Chicago de 1871 había dejado a su familia en difíciles circunstancias económicas. 
Después de concluir la escuela secundaria, se incorporó a la Western Electric de Chicago, trabajando de 1876 a 1879 en el desarrollo y fabricación de dispositivos eléctricos, incluida la pluma eléctrica de Edison (un sistema que permitía obtener directamente numerosas copias de dibujos originales realizados a mano). De 1879 a 1884 trabajó para la Brush Electric Company a cargo del diseño e instalación de sus sistemas de lámparas de arco. De 1884 a 1887 gestionó su propio negocio de consultoría eléctrica, Brown Electric Company, donde trabajó en la invención de equipos mejorados de iluminación por arco.
Se mudó a Nueva York en 1887 y trabajó como consultor para el Ferrocarril de Nueva York y Westchester, y para la Edison General Electric. Es entonces cuando inició las consultas sobre el desarrollo de la silla eléctrica con el gobernador David B. Hill y el Estado de Nueva York. También realizó trabajos de consultoría para la ciudad de Newark, para la Dayton Ohio Buffalo Electric Rail Line y para la Louisville Electric Rail Line.
Hasta 1912, inventó y fabricó una aleación moldeable para facilitar el enlace del contacto eléctrico de los rieles y pasó a inventar y fabricar un método para aplicar hormigón con aire comprimido o vapor.
Recibió la Medalla Edward Longstreth del Instituto Franklin en 1899.

## La guerra de las corrientes
Después de que hubiera varias muertes causadas por líneas de iluminación de arco en la ciudad de Nueva York, Brown saltó a la fama en junio de 1888, afirmando en la prensa que la corriente alterna era más letal que la corriente continua, realizando demostraciones públicas en las que electrocutaba animales con ambas corrientes.
Fue contratado por Thomas Alva Edison para que le ayudara a desarrollar la silla eléctrica, tras haber escrito para el New York Post un editorial en el que describía cómo un hombre joven murió después de tocar accidentalmente un cable telegráfico que usaba corriente alterna. En ese momento, Edison, con el sistema de corriente continua, competía con la compañía eléctrica Westinghouse, que usaba corriente alterna. En 1886 el Estado de Nueva York estableció un comité que determinara una nueva forma de ejecución más humana para reemplazar el ahorcamiento. Ni Edison ni Westinghouse quisieron que sus respectivos sistemas fueran elegidos, porque temían que los consumidores no quisieran que el mismo tipo de corriente eléctrica usada para matar criminales se utilizara en sus hogares.
La participación en estos eventos es controvertida, ya que trabajaba en paralelo con Edison (algunos documentos muestran el propósito de perjudicar a sus competidores).

### Cruzada contra la corriente alterna

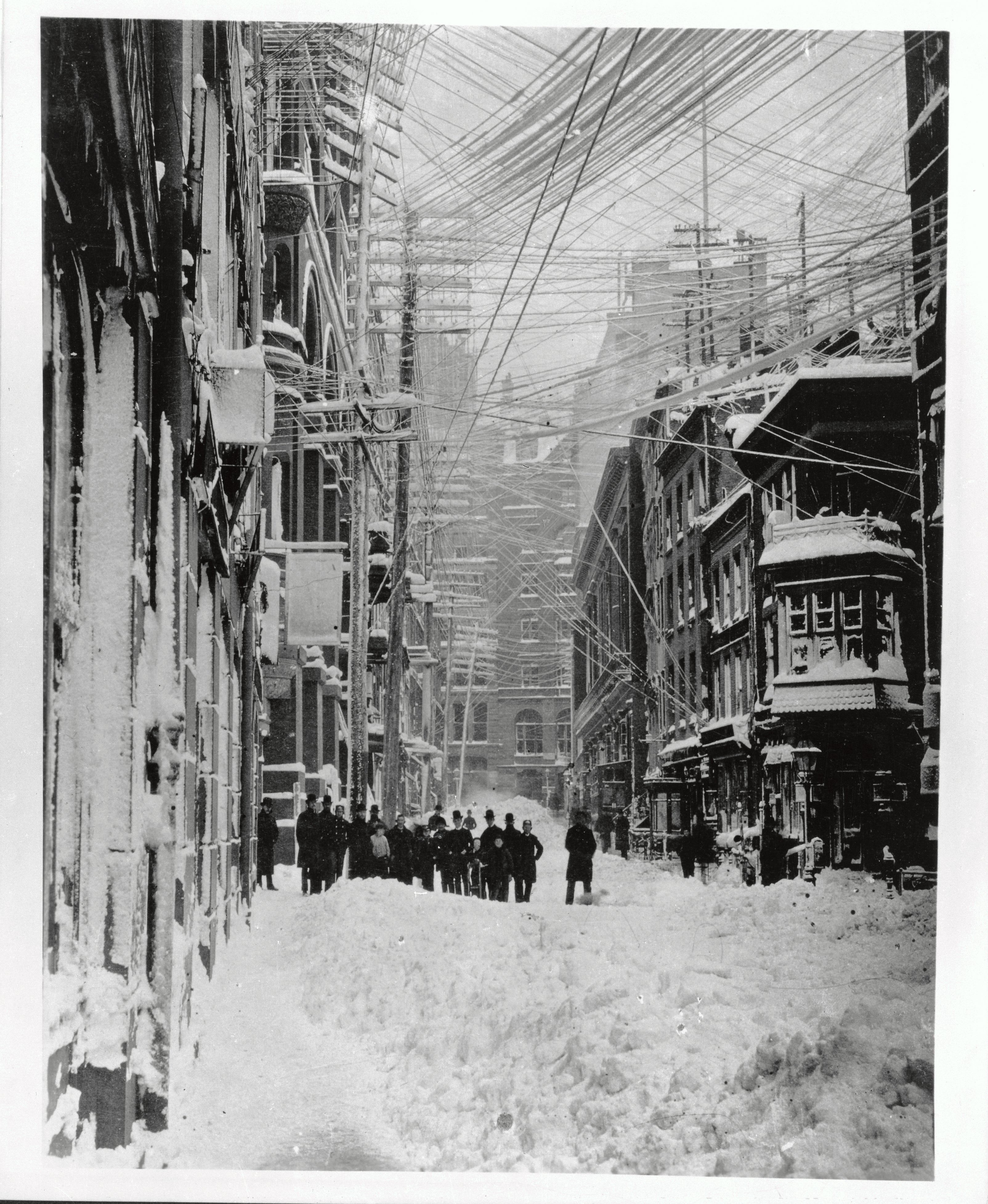
Multitud de líneas telefónicas, telegráficas y de corriente alterna sobre las calles de la ciudad de Nueva York, durante la Gran ventisca de 1888. La electrocución de un niño por una línea de corriente alterna debido a un cortocircuito causado por la tormenta, fue uno de los casos citados por Brown.

Después de una serie de muertes en Nueva York causadas por la maraña de líneas de corriente alterna de alta tensión montadas en postes (hasta de 6000 voltios), Brown saltó a la fama pública cuando escribió una carta al "New York Post" el 5 de junio de 1888, describiendo el líneas aéreas como una amenaza pública:
«La única excusa para el uso de la mortal corriente alterna, es que le ahorra a la compañía que la está operando gastar una mayor suma de dinero para los alambres de cobre más pesados que son requeridos por los sistemas incandescentes seguros. Es decir, el público debe someterse al peligro constante de la muerte súbita, a fin de que una corporación pueda pagar un poco más de dividendo.»
Su cruzada llamó la atención del inventor Thomas Edison, que se estaba involucrando en una campaña de propaganda contra las compañías que utilizaban corriente alterna, especialmente su rival la Westinghouse Electric Company, en lo que pasaría a llamarse la guerra de las corrientes. Edison permitió a Brown usar su laboratorio de West Orange, Nueva Jersey, para probar sus afirmaciones contra la corriente alterna.
Después de mucha experimentación matando una serie de perros, Brown realizó una demostración pública el 30 de julio de 1888 en una sala de conferencias en el Columbia College, en la que demostró que hasta 1000 voltios de corriente continua no matarían a un perro, mientras que 300 voltios de corriente alterna sí que lo matarían. Continuó apoyando la legislación para controlar y limitar severamente las instalaciones y voltajes de la corriente alterna (limitando su tensión máxima a 300V, hasta el punto de convertirla en un sistema de suministro de energía ineficaz). La legislación no tuvo éxito, pero otra ley de la ciudad de Nueva York para convertir las líneas de corriente alterna en subterráneas, presentada antes de la campaña de Brown, se aprobó en 1889 después de una nueva serie de muertes muy publicitadas aquel año, causadas por la corriente alterna.

### Implicación en la silla eléctrica

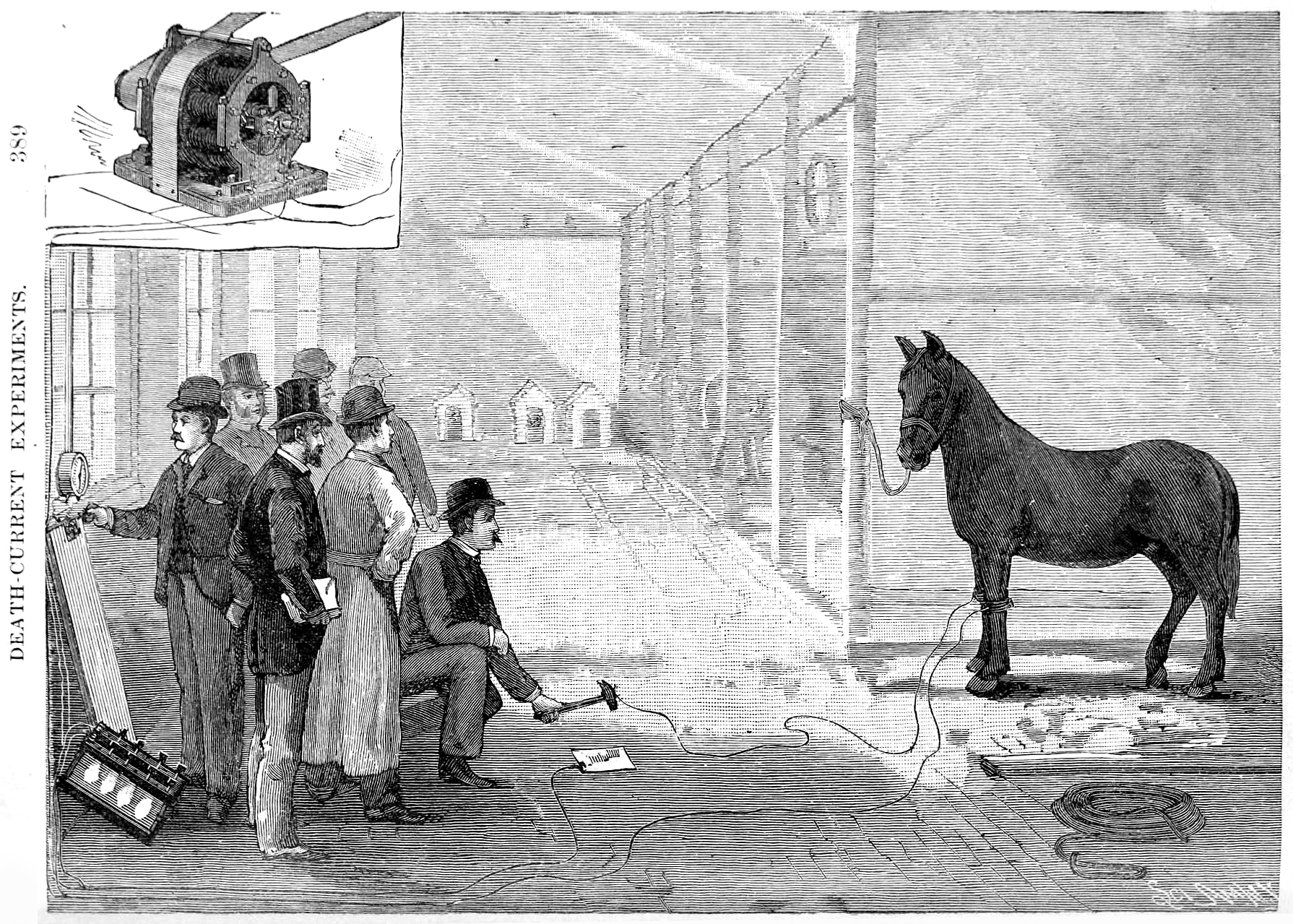
Harold Brown, en diciembre de 1888, demostró el potencial mortífero de la corriente alterna en el laboratorio de West Orange de Thomas Edison (como se muestra en la revista Scientific American)

Al mismo tiempo que Brown estaba haciendo campaña contra la corriente alterna, un proyecto de ley del estado de Nueva York que reemplazó el ahorcamiento por la electrocución, se convirtió en ley (el 4 de junio de 1888) y entró en vigencia el 1 de enero de 1889. Un dentista de Buffalo llamado Alfred P. Southwick había estado desarrollando un método que utilizaba un asiento similar a un sillón dental, dando origen al dispositivo de ejecución denominado silla eléctrica. La ley no especificaba los medios o el tipo de corriente que se  debía usar, por lo que se le encomendó a la Sociedad Medicolegal de Nueva York (una sociedad informal compuesta por médicos y abogados), la tarea de trabajar en los detalles. El jefe del comité, Frederick Peterson, un neurólogo que ayudó en las electrocuciones de perros en el Columbia College, solicitó los servicios de Brown como consultor.
Brown organizó un experimento en el laboratorio West Orange de Edison el 5 de diciembre de 1888, congregando a miembros de la prensa, a representantes de la Sociedad Médico-Legal, al presidente de la comisión de la pena de muerte, y a Thomas Edison. Usó corriente alterna para todas sus pruebas en animales más grandes que un ser humano, incluyendo 4 terneros y un caballo cojo, todos muertos con 750 voltios de corriente alterna. Sobre la base de estos resultados, la Sociedad Médico-Legal recomendó el uso de 1000-1500 voltios de corriente alterna para ejecuciones, y los periódicos señalaron que la corriente alterna utilizada tenía la mitad del voltaje usado en las líneas eléctricas tendidas sobre las calles de las ciudades estadounidenses.
Westinghouse criticó esta prueba como una demostración sesgada e interesada por parte de Brown, quien fue nuevamente acusado de estar al servicio de Edison. Brown refutó las acusaciones e incluso desafió a Westinghouse a un "duelo" eléctrico, y accedió a someterse a cantidades cada vez mayores de corriente continua si Westinghouse se sometía a la misma cantidad de corriente alterna (el primero en retirarse perdería la prueba). Westinghouse rechazó la oferta.
Ni Edison, ni Westinghouse, ni el principal rival de la corriente alterna de Westinghouse, la Thomson-Houston Electric Company, querían que sus equipos fueran utilizados en las ejecuciones reales de presos, pero Brown (en connivencia con Edison Electric y Thomson-Houston) adquirió subrepticiamente tres generadores Westinghouse de corriente alterna para alimentar la primera silla eléctrica.
Brown continuaría afirmando que no tenía una asociación real con Edison, aunque una noticia de agosto de 1889 publicada en el New York Sun, mostraba unas cartas robadas de la oficina de Brown que parecían demostrar que recibía instrucciones de la compañía de Edison, y que le pagaban (al igual que Thomson-Houston). El artículo incluida la historia sobre la adquisición de los generadores de corriente alterna Westinghouse.

## Publicaciones
- Harold P. Brown's "To The Editors Of The Evening Post:" letter from the New York Post June 5, 1888 (republished on page 860 of THE ELECTRICAL ENGINEER, August 1888) or easier
- "Electrical Distribution of Heat, Light and Power WITH PARTIAL LIST OF DEATHS FROM ELECTRICAL LIGHTING APPARATUS" by Harold Pitney Brown, John Murray Mitchell - 1889
- "The New Instrument of Execution" by Harold P. Brown, The North American Review Vol. 149, No. 396 (Nov., 1889), pp. 586-593 (jstor.org)